# Sectorizado por hardware

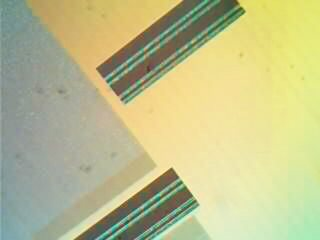
Estos rectángulos constituyen el sectorizado por hardware (hecho en la fábrica) de un disco DVD-RAM

Sectorizado por hardware en un  dispositivo de almacenamiento de datos magnético u óptico es una forma de sectorizar que utiliza un marca física o agujero en el medio de grabación para indicar las ubicaciones del sector.
En los viejos disquetes de 8 y 5 1/4 pulgadas, la sectorización por hardware se implementó perforando orificios de sector en el disco para marcar el inicio de cada sector. Estos eran agujeros igualmente espaciados, en un radio común. Esto se sumaba al agujero índice, situado entre dos agujeros de sector, para marcar el inicio de toda la pista de sectores. Cuando el índice o el agujero del sector era reconocido por un sensor óptico, se generaba una señal de sector. La electrónica o el software de sincronización utilizaban la sincronización más rápida del orificio de índice entre los orificios del sector para generar una señal de índice. La lectura y escritura de datos es más rápida con esta técnica que la sectorización por software, ya que no se deben realizar operaciones con respecto a los puntos de inicio y finalización de la pista.

## Formatos de almacenamiento
- Disquetes de 32 sectores de 8 pulgadas
- Disquetes de 10 sectores y 16 sectores de 5 1/4 pulgadas
- Numerosos formatos magneto-ópticos
- DVD-RAM